# Noé (Giono)
Noé est un roman de Jean Giono publié en 1947. C'est la deuxième des Chroniques romanesques , après Un Roi sans divertissement et avant Les Âmes fortes, Les Grands Chemins ou encore Le Moulin de Pologne. Il le rédige entre le 22 novembre 1946 et le 12 juillet 1947.
Noé est considéré comme une des œuvres les plus ambitieuses de Giono : c'est un livre inclassable où Giono réfléchit sur l'art du romancier et sur l'imaginaire. Il est qualifié par Christian Morzewski de « machine romanesque à tiroirs » et par Jacques Chabot d'« essai sur le roman » se doublant d'un « essai de roman ». Plus généralement, Noé se place dans la tradition moderne des « romans du romancier », joueurs et parodiques.
On trouve dans Noé nombre des plus célèbres citations de Giono concernant son art : « Rien n’est vrai. Même pas moi » ; « Quoi qu’on fasse, c’est toujours le portrait de l’artiste par lui-même qu’on fait. Cézanne, c’était une pomme de Cézanne » ; « Je prends en ce moment un grand plaisir à l’aventure de la phrase. Elle va dans au moins cinquante petites capitales de barons de ce pays » ; « Ma sensibilité dépouille la réalité quotidienne de tous ses masques ; et la voilà, telle qu’elle est : magique. Je suis un réaliste ».
Ce livre, qui n'est pas sans lien avec les récits surréalistes et qui annonce les expérimentations du Nouveau Roman, déconcerta le lectorat de l'époque et reste un des plus méconnus de son auteur, malgré son statut central pour la critique gionienne. 

## Le titre
Le texte a porté successivement plusieurs titres et même un sous-titre, « le Voyage à Marseille », mais Giono a finalement arrêté son choix sur « Noé ». Débarrassé de toute connotation biblique, Noé est, pour Giono, le symbole du romancier qui recueille, non pas dans une arche, mais dans son cœur, personnages et créations. Giono s'est expliqué sur cette interprétation métalittéraire de Noé dans les Entretiens avec Jean et Taos Amrouche : « comme Noé […] simplement un homme emportant en lui-même les images du monde pour les rendre de nouveau visibles après le Déluge ». Comme le dit Robert Ricatte, « l'écrivain est un autre Noé ».
Avec ce titre, Giono continue de lire les grands mythes comme des métaphores d’artistes : de même que, dans Naissance de l'Odyssée, Ulysse n’était plus un valeureux et rusé guerrier tentant de rentrer à Ithaque, mais un conteur de génie qui veut justifier ses infidélités et sa veulerie, Noé n’est plus un patriarche biblique mais un homme qui recueille la création en lui, l’auteur tel que l’imagine Giono. 
Cependant, l'auteur pour qui « écrire, c'est expliquer le titre », joue tout au long du roman avec les éléments-clé de l'histoire de Noé que le lecteur peut identifier au cours de la lecture : l'olivier, symbole du livre chez Giono, les colombes, évoquées à la dernière page du roman, les figures de patriarche, ainsi que le Mont Ararat.
L'épigraphe du roman, extrait du poème "Dieu dit" que Giono publie en 1948, introduit à cette nouvelle lecture du mythe biblique. « Fais entrer dans ton / cœur toute chair de / ce qui est au monde / pour le conserver en vie / avec toi » : le cœur de l'écrivain est la seule arche possible. Cette épigraphe, où l’auteur se cite lui-même, est un exemple de ce que Gérard Genette a appelé « auto-épigraphe ». Ce geste est autant un clin d’œil à Stendhal qui s’auto-cite aussi en épigraphe de la deuxième partie de La Chartreuse de Parme, que le premier renvoi du livre que Giono fait à d’autres parties de son œuvre. Noé se caractérise en effet par l’évocation, plusieurs fois littérales, d’autres textes auxquels Giono a travaillé ou auxquels il réfléchit. Cette épigraphe renvoie ainsi à cette volonté de montrer l’auteur aux prises avec sa et ses créations. C’est à ce titre qu’on peut lier cette auto-épigraphe aux citations explicites du Hussard sur le toit, ou à l’apparition d’Angelina White.

## Contexte de rédaction
Giono rédige Noé dans la foulée d'Un Roi sans divertissement. La genèse de l'ensemble que l'on appelle les Chroniques a été bien retracé par Robert Ricatte et Laurent Fourcaut. Après être sorti de prison à la fin de la guerre, Giono se met à rédiger le Cycle du Hussard : il écrit Angélo puis Mort d'un personnage. Ce n'est qu'ensuite qu'il commence à écrire Le Hussard sur le toit, le plus connu du cycle. On est alors dans les premiers mois de 1946. 
Comme Giono peine à la rédaction du Hussard, il suspend ce texte pour se consacrer à un projet de "roman américain" d'abord conçu comme alimentaire. C'est alors qu'il rédige, de manière fulgurante, Un roi sans divertissement, ce qui ouvre un nouveau cycle, enchâssé dans la rédaction des histoires d'Angélo Pardi et pourtant aux antipodes de ce cycle stendhalien. 

## Résumé

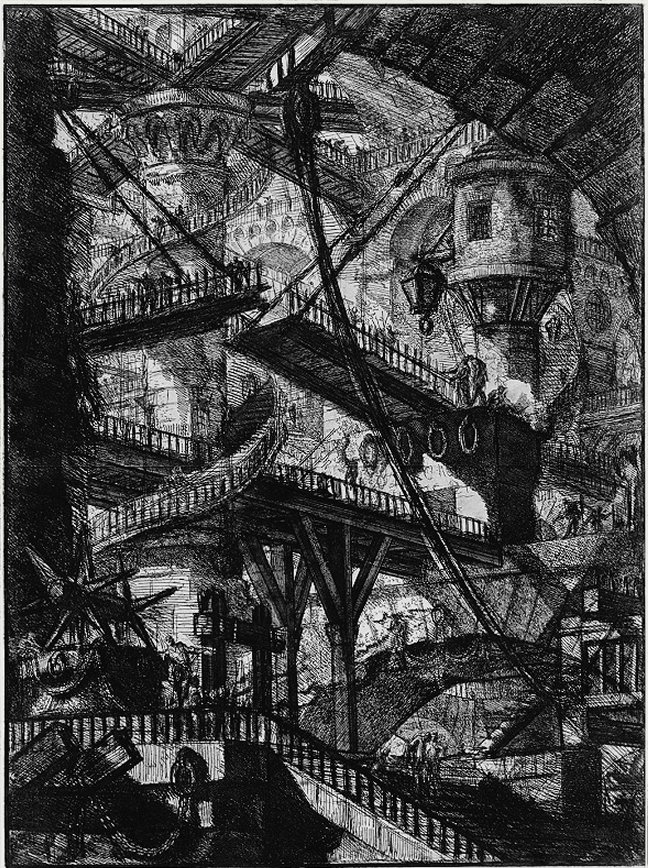
Une prison de Piranèse, telle que l'évoque Giono dans Noé — métaphore de son roman

Noé est un livre qui se place explicitement entre deux textes : le début du livre est la fin de son roman précédent ("Je venais de finir Un Roi sans divertissement"), et Noé se termine par le début d'un autre texte potentiel, Les Noces, qui ne verra jamais le jour ("ici finit Noé. Commencent Les Noces."). Dans cet intervalle ont lieu deux événements centraux : un voyage à Marseille, plusieurs fois annoncé avant d'être raconté, et une cueillette d'olives à Manosque au cours de laquelle le narrateur-auteur (qui n'est pas Giono mais une figure d'auteur très proche de lui) découvre l'avarice, sentiment auquel il va donner une signification singulière et paradoxale. Le voyage précède la cueillette mais est raconté ensuite. Chacun de ses deux segments narratifs est l'occasion de débuter plusieurs histoires, entamées sans être toujours achevées, de revenir sur l’œuvre passée et l’œuvre future de Giono. De multiples échos et réseaux de sens se répondent au cours du livre. 

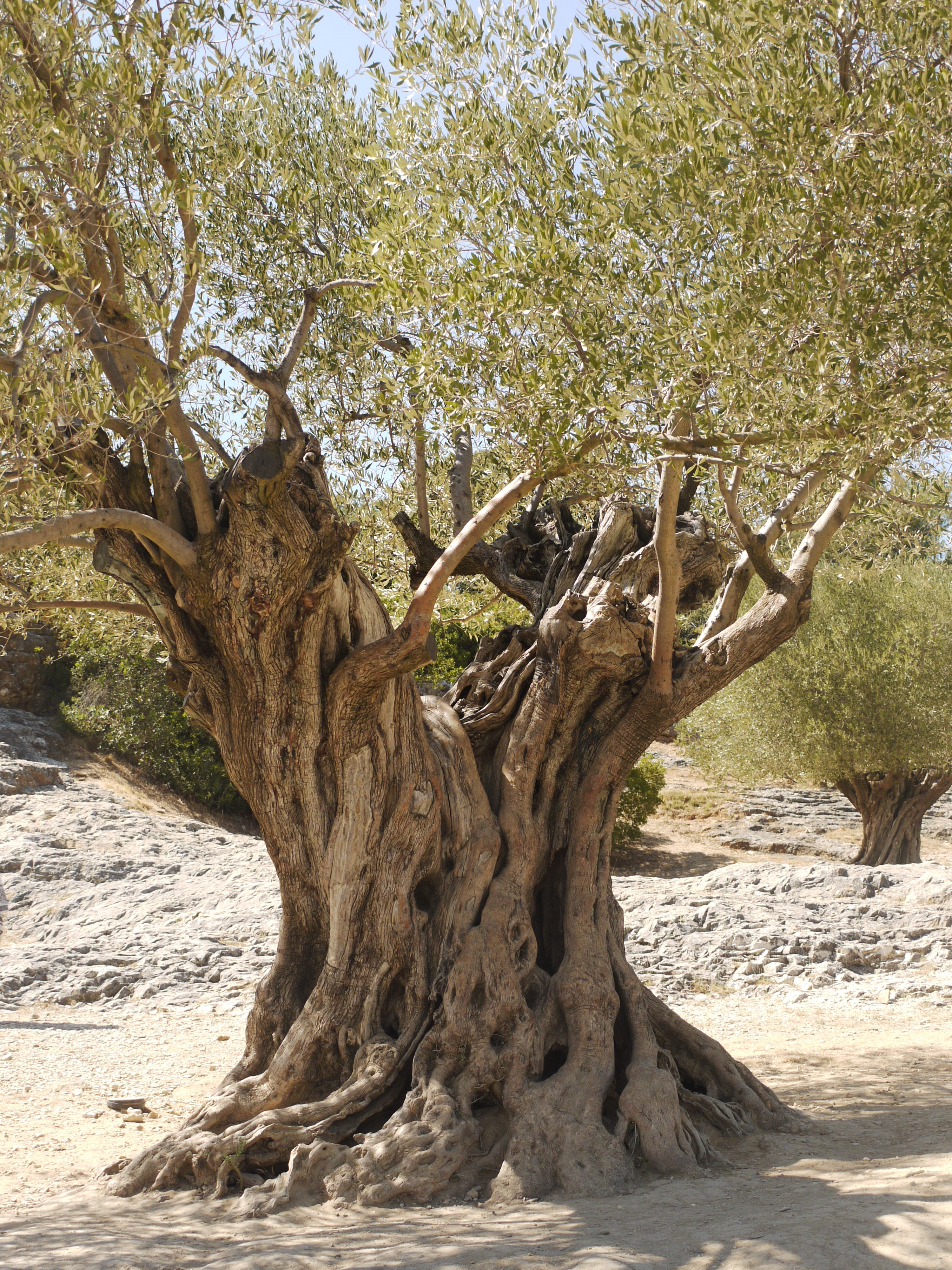
L'olivier, arbre-totem de l’œuvre gionienne, qui devient dans Noé métaphore de l'écriture. Les olives sont les mots formant l'olivier/livre.

## (Gio)Noé et Bruegel

La Tour de Babel par Bruegel, évoquée par Giono

Giono a déjà évoqué Bruegel à la fin de Jean le Bleu. Cette référence renvient explicitement dans Noé, à plusieurs reprises. Bruegel, c'est d'abord pour Giono le rêve de la simultanéité : il rêve dans Noé de "faire connaître l'histoire (...) comme on fait connaître un paysage (comme Brueghel fait connaître un paysage)"

## Éditions
- 1947 - Noé, Éditions de la Table ronde.
- 1967 - Noé, Gallimard, Collection Le Livre de poche (n° 2208).
- 1973 - Noé, Gallimard, Collection Folio (n° 365),  (ISBN 978-2-07-036365-0).
- 1974 - Noé, in "Jean Giono - Œuvres romanesques complètes", Tome III, Gallimard, Bibliothèque de la Pléiade, Édition établie par Robert Ricatte avec la collaboration de Henri Godard, Janine et Lucien Miallet et Luce Ricatte,  (ISBN 978-2-07-010823-7).